# Главные архитекторы Могилёва
В списке присутствуют архитекторы, которые занимали должность главного архитектора города Могилева. В списке отражены период работы на посту главного архитектора, а также основные достижения архитекторов во время пребывания на этой должности. Список не полный.

## Губернские инженеры
| Имя                             | Фотография | Годы жизни | Период работы                         | Заметки |
| ------------------------------- | ---------- | ---------- | ------------------------------------- | ------- |
| Виктор Иванович д’Андре         |            |            | 10 марта 1865 г. — не позднее 1875 г. |         |
| Владислав Семёнович Миляновский |            |            | 25 июня 1875 г. — не позднее 1895 г.  |         |
| Петр Георгиевич Камбуров        |            |            | 25 июня 1895 г. — не ранее 1906 г.    |         |
| Михаил Яковлевич Мироненко      |            |            | не позднее 1909 г. — ?                |         |

## Губернские архитекторы
| Имя                           | Фотография | Годы жизни                           | Период работы                      | Заметки |
| ----------------------------- | ---------- | ------------------------------------ | ---------------------------------- | ------- |
| Иван Зайдель                  |            | ? — после 1787 г.                    | 1777—1786                          |         |
| Виссарион Михайлович Павлов   |            | 6 июня 1762 — 1804 гг .              | 1785 — 1799                        |         |
| Василий Зражевский            |            | 20 апреля 1776 г. — 3 января 1837 г. | 1805 — 1812                        |         |
| Раевский                      |            | XIX век                              | 1818 — 1823                        |         |
| А. Страхов                    |            | XIX век                              | 1825 — 1827                        |         |
| Тистров                       |            | XIX век                              | 1829 — 1830                        |         |
| Пастухов                      |            | XIX век                              | 1831                               |         |
| Александр Сергеевич Бусырский |            | 24.12.1806 — после 1845 г.           | 1833 — 1837                        |         |
| Илья Никитович Федоров        |            |                                      | 18.7.1844-1873?                    |         |
| Алексей Павлович Ситников     |            | 1836 — 18 октября 1875 г.            | не ранее 1873 — 18 октября 1875 г. |         |
| Василь Васильевич Сазонов     |            | 1850 — ?                             | 1886 г. — не ранее 1892 г.         |         |
| Павел Рудавский               |            |                                      | не позднее 1903—1906 гг.           |         |
| Михаил Яковлевич Мироненко    |            |                                      | 1895 г. — не позднее 1903 г.       |         |
| Калнин Петр Иванович          |            | 1872 г. — после 1917 г.              | 1907-17 гг.                        |         |

## Городские архитекторы
| Имя                         | Фотография | Годы жизни              | Период работы                                          | Заметки |
| --------------------------- | ---------- | ----------------------- | ------------------------------------------------------ | ------- |
| Михаил Сергеевич Ващинин    |            | 1846 — 1894 гг.         | 1878 — 1884                                            |         |
| Калнин Петр Иванович        |            | 1872 г. — после 1917 г. | с 1906 г.                                              |         |
| Александр Исакович Стейрин  |            | 1895-?                  | 1939 — 1941 гг. </br> 1944 — 1947 гг.                  |         |
| Юрий Сергеевич Ивжанка      |            | Родился 1947 г.         | 1981 — 1987 гг.                                        |         |
| Валентина Семеновна Назарук |            |                         | в течение 2004 г.                                      |         |
| Сергей Леонидович Варанец   |            | Родился 1960 г.         | 2006                                                   |         |
| Александр Якушак            |            |                         | упоминается с 4 июня 2008 года по 14 января 2010 года  |         |
| Роман Белясов               |            |                         | упоминается с 3 ноября 2011 года по 7 апреля 2012 года |         |
| Александр Терешков          |            |                         | в течение 2012 — 2013 гг.                              |         |
| Владимир Ильич Скачак       |            |                         | не позднее 2016 года                                   |         |

## Главные архитекторы Могилевской области
| Имя                             | Фотография | Годы жизни  | Период работы                                               | Заметки </br>                                                              |
| ------------------------------- | ---------- | ----------- | ----------------------------------------------------------- | -------------------------------------------------------------------------- |
| Сергей Воронец                  |            |             | 2007 — 2011                                                 |                                                                            |
| Дмитрий Дудниченко              |            |             | не позднее 26 сентября 2011 года -? (цитируется по 2013 г.) |                                                                            |
| Алексей Владимирович Новиков    |            | 17 ноября ? | с ? — июнь 2019 г.                                          |                                                                            |
| Александр Анатольевич Балашенко |            |             | 19 июня 2019 г.                                             | конструктор, до этого возглавлял проектный институт «Могилевгражданпроект» |
| Владимир Владимирович Игнатов   |            |             | с апреля 2023 г.                                            |                                                                            |